# 村瀬新一郎
村瀬 新一郎（むらせ しんいちろう、1892年（明治25年）9月10日 - 1978年（昭和53年）12月31日）は、日本の実業家である。三井物産の社長を務めた。

## 経歴・人物
愛知県に生まれ、東京高等商業学校（後の東京商科大学、現在の一橋大学）に入学する。1917年（大正6年）に卒業後は三井物産に入社し、シドニー支店の会計課長や神戸支店営業部の会計課長、福岡支店長、本店整理部長等を歴任した。第二次世界大戦後の1947年（昭和22年）に取締役経理部長となり、後に常務を務める。
同年には同社が連合国軍最高司令官総司令部（GHQ）から解散命令を受け、清算人にあたった。その後は日東倉庫の社長に就任し、1953年（昭和28年）には大合同直前の三井物産の社長を務める。1955年（昭和30年）には会長を経て、1959年（昭和54年）に大合同成立により相談役となった。1963年（昭和38年）に同社を退社し、大東化学会長を務めた。